# Гексахлоростаннат(IV) водорода
Гексахлоростаннат(IV) водорода — неорганическое соединение, сильная кислота с формулой H2[SnCl6], бесцветные кристаллы, хорошо растворимые в воде, устойчив в виде кристаллогидрата.

## Получение
- Растворение олова в царской водке:

{\displaystyle {\mathsf {3Sn+4HNO_{3}+18HCl\ {\xrightarrow {}}\ 3H_{2}[SnCl_{6}]+4NO\uparrow +8H_{2}O}}}
- Растворение оксида олова(IV) в концентрированной соляной кислоте:

{\displaystyle {\mathsf {SnO_{2}+6HCl\ {\xrightarrow {}}\ H_{2}[SnCl_{6}]+2H_{2}O}}}
- Растворение хлорида олова(IV) в концентрированной соляной кислоте:

{\displaystyle {\mathsf {SnCl_{4}+2HCl\ {\xrightarrow {}}\ H_{2}[SnCl_{6}]}}}

## Физические свойства
Гексахлоростаннат(IV) водорода выделяется из раствора в виде кристаллогидрата H2[SnCl6]•6H2O, 
образует бесцветные кристаллы, неустойчивые во влажном воздухе и при нагревании, 
хорошо растворяется в воде.

## Химические свойства
- При нагревании разлагается:

{\displaystyle {\mathsf {H_{2}[SnCl_{6}]\cdot 6H_{2}O\ {\xrightarrow {25-30^{o}C}}\ SnCl_{4}\cdot 5H_{2}O+2HCl+H_{2}O}}}
- С разбавленными щелочами образует гексахлоростаннаты:

{\displaystyle {\mathsf {H_{2}[SnCl_{6}]+2NaOH\ {\xrightarrow {}}\ Na_{2}[SnCl_{6}]+2H_{2}O}}}
- с концентрированными щелочами образует гексагидроксостаннаты:

{\displaystyle {\mathsf {H_{2}[SnCl_{6}]+8NaOH\ {\xrightarrow {}}\ Na_{2}[Sn(OH)_{6}]+6NaCl+2H_{2}O}}}
- В разбавленном аммиаке переходит в гексахлоростаннат(IV) аммония, который при концентрировании раствора разрушается, образуя осадок диоксида[1]:

{\displaystyle {\mathsf {H_{2}[SnCl_{6}]+2NH_{3}*H_{2}O\ \xrightarrow {} \ (NH_{4})_{2}[SnCl_{6}]+2H_{2}O}}}
{\displaystyle {\mathsf {(NH_{4})_{2}[SnCl_{6}]+4NH_{3}*H_{2}O\ \xrightarrow {} \ SnO_{2}\downarrow +6NH_{4}Cl+2H_{2}O}}}
- Реагирует с сероводородом:

{\displaystyle {\mathsf {H_{2}[SnCl_{6}]+2H_{2}S\ {\xrightarrow {}}\ SnS_{2}+6HCl}}}
- Восстанавливается оловом:

{\displaystyle {\mathsf {H_{2}[SnCl_{6}]+Sn\ \rightleftarrows \ 2H[SnCl_{3}]}}}